# Sonnwendviertel

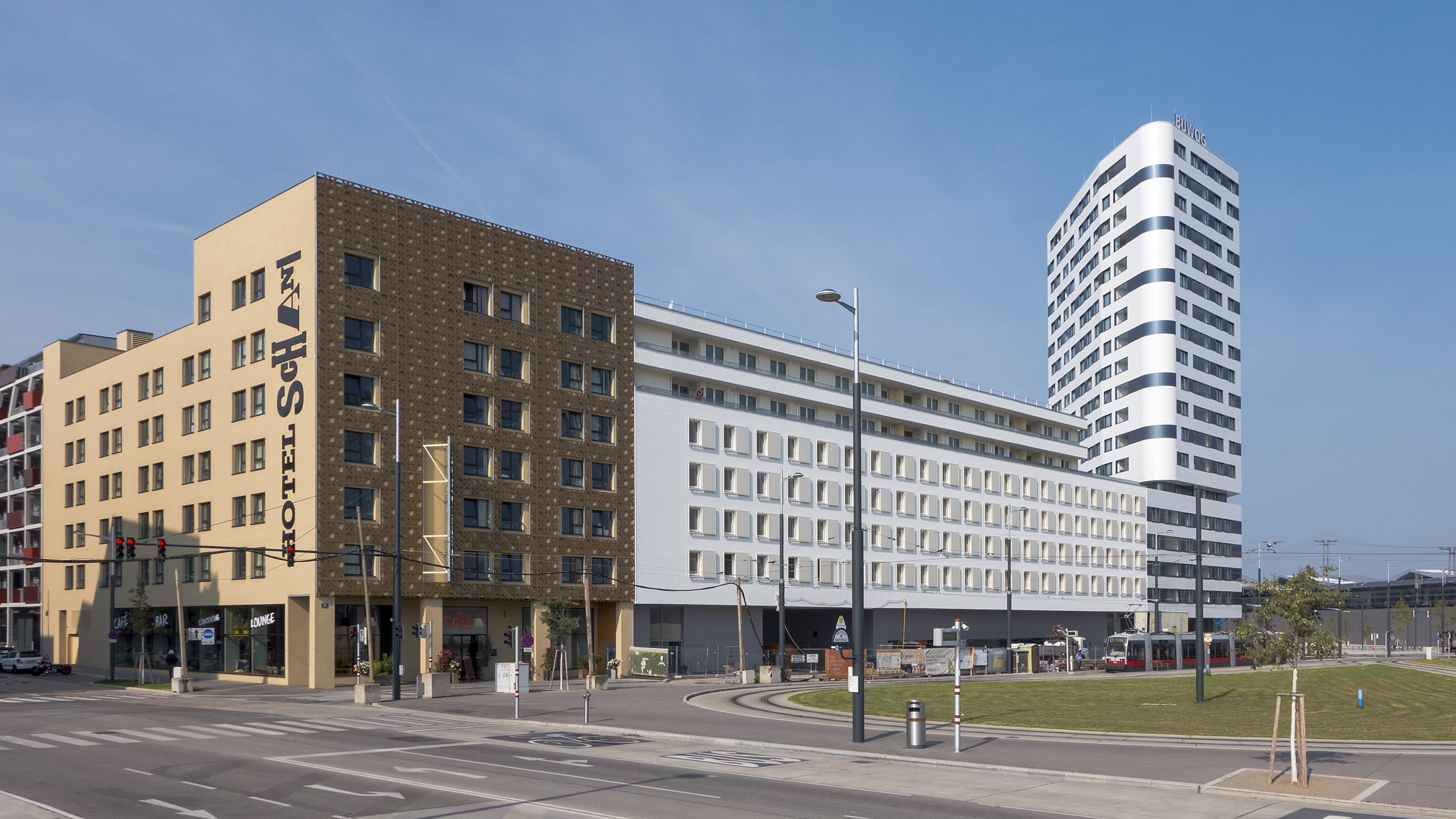
Das Sonnwendviertel bei der Karl-Popper-Straße (rechts); im Vordergrund die bis 2019 bestehende Schleife der Straßenbahnlinie D an der Alfred-Adler-Straße (links)

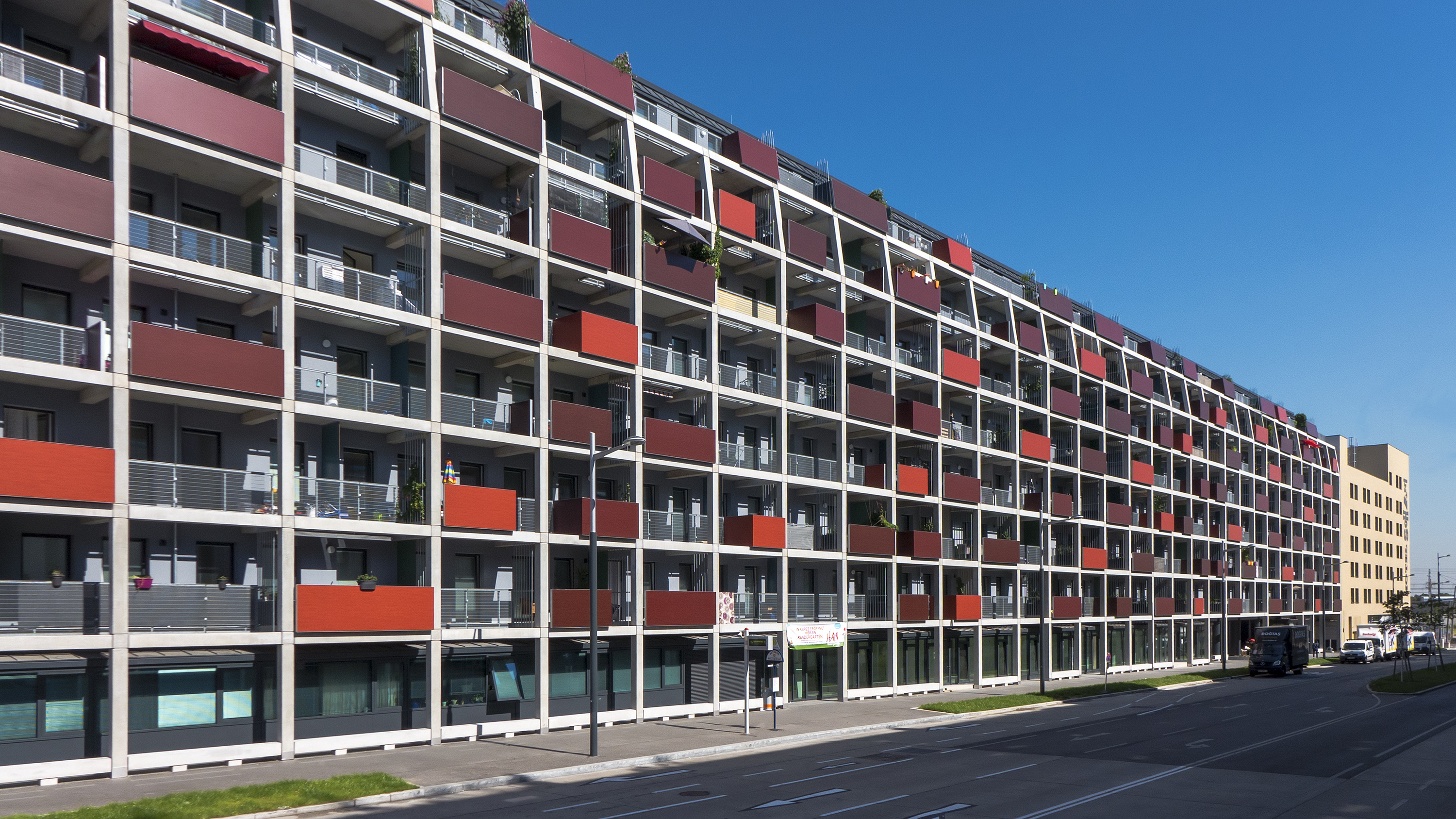
Alfred-Adler-Straße nahe der Sonnwendgasse

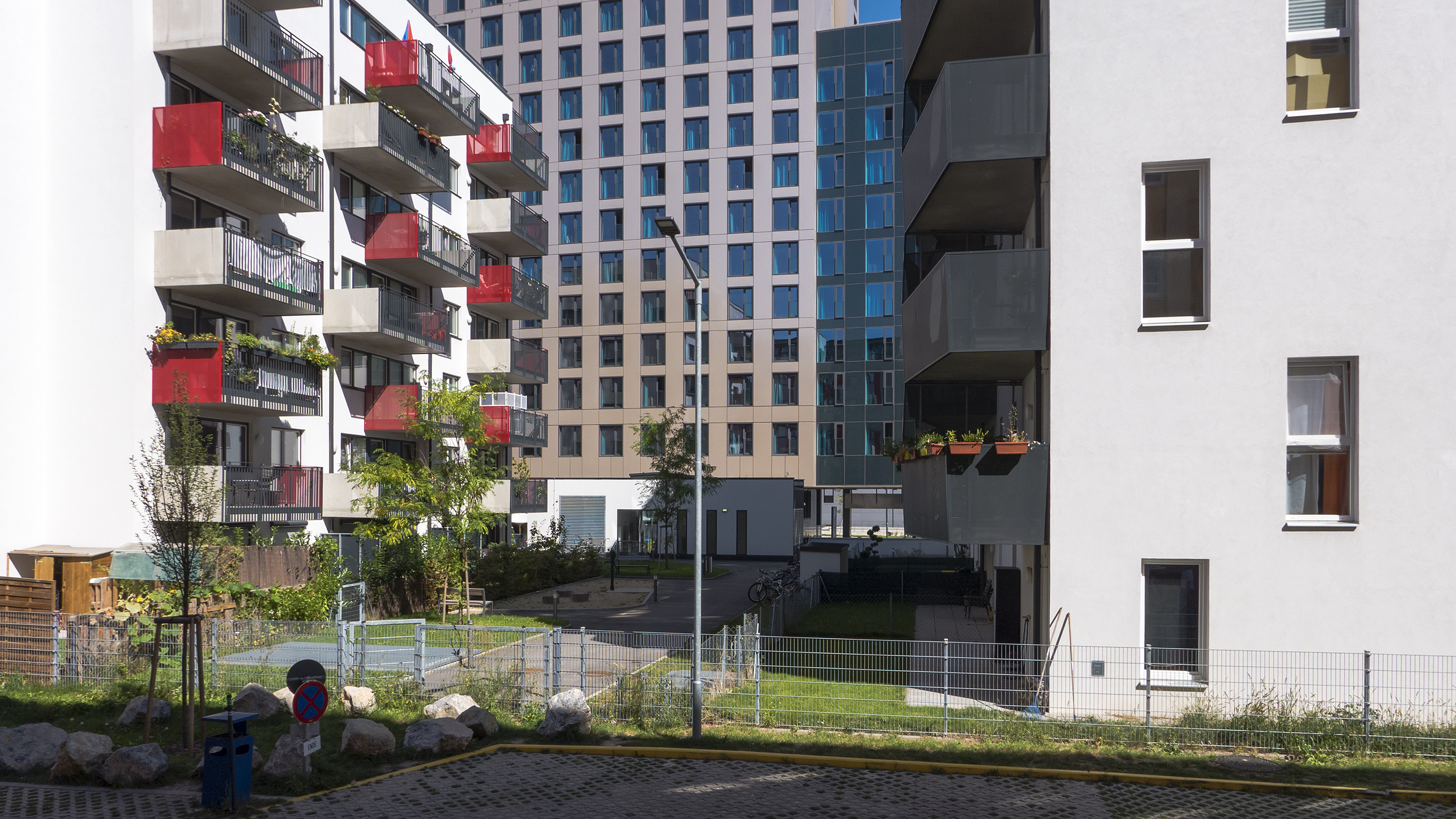
Bei der Rieplstraße

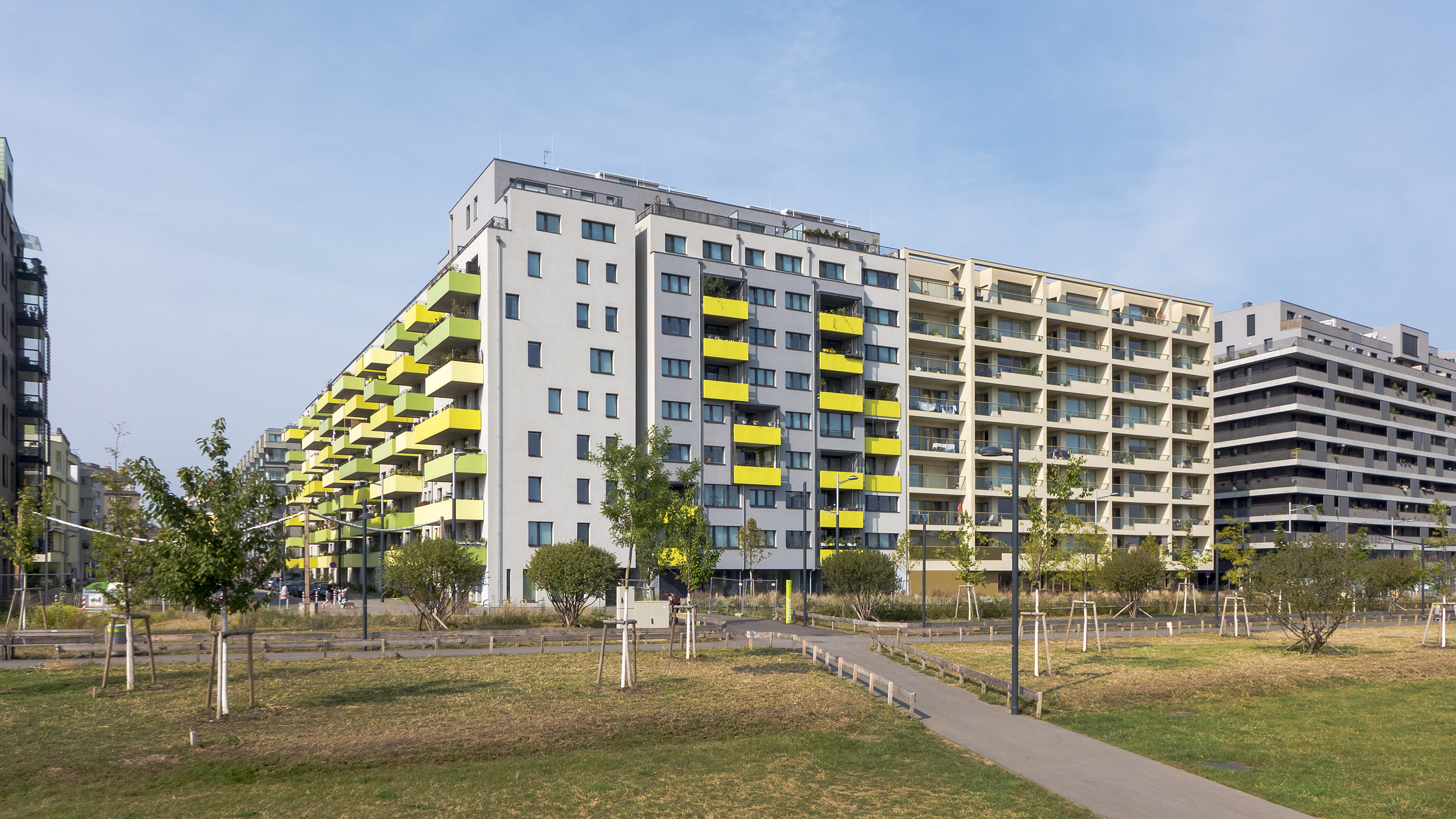
Beim Helmut-Zilk-Park

Das Sonnwendviertel ist ein Stadtviertel im 10. Wiener Gemeindebezirk Favoriten. Es entstand bzw. entsteht auf einem etwa 34 Hektar umfassenden Teil der Fläche des bis 2009/2010 großteils abgesiedelten 3. Südbahnhofs, und zwar auf dem Areal des ehemaligen Frachtenbahnhofs, und soll nach Angaben der Wiener Stadtverwaltung bis etwa 2025 fertiggestellt sein. Der Mittelpunkt des Sonnwendviertels ist der Helmut-Zilk-Park mit seinen acht Hektar: Vom Kleinkinderspielplatz bis zum Motorikpark und einem Café mittendrin wird er von allen Leuten genutzt.

## Name
Der Name des Viertels ist nicht historisch; er wurde um das Jahr 2000 oder kurz darauf von Stadtplanung, Bauunternehmen und Wohnbaugesellschaften eingeführt. Er wurde der Sonnwendgasse nachgebildet, die 1870 nach Sonnwendfeiern benannt wurde. Der Name der Gasse wurde bereits 1864 beschlossen.

## Lage
Das Viertel ist etwa wie folgt begrenzt:
- Nordwesten: Alfred-Adler-Straße (Verlängerung der Landgutgasse zur Ghegastraße vor dem Arsenal); nördlich davon befinden sich der neue Hauptbahnhof und das ihn umgebende, im Entstehen befindliche, etwa 25 Hektar große Quartier Belvedere.
- Nordosten: Ostbahn mit mehreren Gleisen (östliche Ausfahrtzone des Hauptbahnhofs); jenseits der Bahntrasse befindet sich das große ehemalige Arsenal, stadtzentrumsseitig anschließend der Schweizergarten mit dem Belvedere 21.
- Süden: Gudrunstraße; südlich der Straße besteht Wohnverbauung im für Favoriten typischen, auf das späte 19. Jahrhundert zurückgehenden Raster. Von der Ecke Gudrunstraße / Sonnwendgasse gelangt man Richtung Süden nach vier Häuserblöcken zum Amalienbad.
- Westen: Sonnwendgasse; Richtung Westen folgt nach drei Häuserblöcken die Favoritenstraße, Hauptstraße des Bezirks, mit der U-Bahn-Station Keplerplatz der Linie U1. Die Favoritenstraße ist hier Fußgängerzone, daher nimmt die Sonnwendgasse mit ihrer südlichen Verlängerung Herndlgasse einen wesentlichen Teil des früher durch die Favoritenstraße verlaufenen Individualverkehrs auf.

## Frühere Nutzung
Das Gebiet lag einst weit vor den Toren der ummauerten Stadt Wien südlich der 1850 eingemeindeten Vorstadt Wieden und wurde landwirtschaftlich genutzt. Erworbenes Stadtgebiet südlich der heutigen Wieden wurde 1874 zum neuen 10. Bezirk, Favoriten, zusammengefasst. Der in den 1840er Jahren erfolgte Bau von Südbahnhof und Ostbahnhof direkt außerhalb des Linienwalls, der Wieden und Favoriten noch bis in die 1890er Jahre trennte, bewirkte in den folgenden Jahrzehnten steigenden Flächenbedarf der Bahn. Um 1890 hatte das Areal längst seine heutige Ausdehnung erreicht.
Die Umstellung vieler Frachten auf Beförderung per Lkw und die Verlagerung der Funktionen des Frachtenbahnhofs in andere Wiener Bahnhöfe machten das Areal zuletzt seit den 1970er Jahren zu einer Fläche, die teilweise kaum genutzt wurde. Auf langen Ladegleisen, die von Güterschuppen umgeben waren, wurden unter anderem nicht mehr benötigte Loks und Wagen abgestellt. Erst um das Jahr 2000 wurden Überlegungen der Österreichischen Bundesbahnen konkreter, das Areal für andere Nutzungen freizugeben bzw. zu verwerten.
Das Areal ist eine der nicht mehr benötigten Bahnflächen, die nach 2000 aufgegeben wurden und wo Wohnviertel in Bau oder Planung sind. Die anderen sind das Nordbahnviertel, das Neue Landgut und noch nicht begonnene Nachnutzung des Nordwestbahnhofs.

## Planung und Bau
Der Wiener Gemeinderat beschloss in Absprache mit dem bisherigen Grundeigentümer ÖBB 2004 den Masterplan für das gesamte Areal. Von der Wiener Stadtplanung wurde ein Stadtteilmanagement genanntes Team eingesetzt, das Fragen aus der Bevölkerung beantworten und die Akzeptanz des Projekts sichern helfen soll.
Grünes Zentrum des Viertels ist der sieben Hektar große Helmut-Zilk-Park, der großteils am 8. Juli 2016 eröffnet wurde. Der EU-weite Planungswettbewerb zum Park wurde von den Zürcher Landschaftsarchitekten Hager Partner AG gewonnen.
Im Viertel sind etwa 5.000 Wohnungen für etwa 13.000 Menschen vorgesehen. Zwischen dem Park und der Gudrunstraße wurde bis 2014 ein Bildungscampus genanntes Gebiet für Schulen und Kindergärten (20.000 Quadratmeter) eingerichtet.
Im direkt östlich der Sonnwendgasse gelegenen Teil des Viertels wurden 2012–2014 Bauten mit 1.160 von der Stadtverwaltung geförderten Wohnungen errichtet.
Bis 2016 haben sieben Bauträger ihre Häuser auf den ersten drei Baufeldern des Viertels fertiggestellt. Es handelt sich dabei um eine Mischung aus gefördertem und frei finanziertem, privatem Wohnbau.
Die Ostbahn wird auf dem im Sommer 2020 eröffneten Arsenalsteg (der direkt ins Arsenal führt) und auf der Südbahnhofbrücke (zwischen Gudrunstraße und Franz-Grill-Gasse) überquert. Diese wurde am 1. August 2018 für den Verkehr freigegeben.

### Projekt Cape 10
Im Dezember 2018 wurde das Projekt Cape 10 vorgestellt, das sich als Haus der Zukunft und sozialen Innovation versteht. Es soll ohne staatliche Unterstützung ein Gesundheits- und Sozialzentrum für am Rand der Gesellschaft stehende Menschen werden und bis 2021 an der Adresse 10., Alfred-Adler-Straße 1, Ecke Maria-Lassnig-Straße, nahe dem Arsenal und dem Schweizergarten realisiert werden. Protagonist des Projektes ist der in Österreich durch das Fernsehen bekannte Arzt Siegfried Meryn.

## Öffentlicher Verkehr
Die Erschließung durch den öffentlichen Verkehr erfolgt mit der Straßenbahnlinie D, die seit Dezember 2019 am westlichen Rand des Helmut-Zilk-Parks bis zur Absberggasse (siehe Kreta (Wien)) geführt wird und damit das Sonnwendviertel etwa diagonal durchquert. Dort befinden sich auch Haltestellen der im 10. Bezirk in Ost-West-Richtung verkehrenden Linien 6 und 11. Schon 2012 war die Linie D vom Schweizergarten zum östlichen Ende des damals neu gebauten Hauptbahnhofs verlängert worden.

## Neue Verkehrsflächen
Im Viertel entstanden bzw. entstehen folgende vorher noch nicht bestehende Verkehrsflächen:
- Alfred-Adler-Straße, von der Sonnwendgasse in Verlängerung der Landgutgasse nordostwärts, unter der Ostbahn durch zur Ghegastraße beim Arsenal
- Antonie-Alt-Gasse, von der Sonnwendgasse in Verlängerung der Ordengasse ostwärts, dann nordwärts zur Alfred-Adler-Straße
- Artholdgasse, von der Gudrunstraße in Verlängerung der Steudelgasse nordwärts zur Hlawkagasse
- Bloch-Bauer-Promenade parallel zum Helmut-Zilk-Park
- Eva-Zilcher-Gasse, bei der südwestlichen Auffahrt zur Südbahnhofbrücke, von der Gudrunstraße abzweigend
- Hackergasse, von der Sonnwendgasse in Verlängerung der Keplergasse ostwärts zur Antonie-Alt-Gasse
- Hlawkagasse, von der Gudrunstraße in Verlängerung der Laimäckergasse neben der Zufahrt zur Südbahnhofbrücke nord-, dann westwärts
- Maria-Lassnig-Straße, von der Alfred-Adler-Straße parallel zur Bahn südostwärts
- Marianne-Pollak-Gasse, von der Gudrunstraße in Verlängerung der Gellertgasse nordwärts zur Hlawkagasse
- Vally-Weigl-Gasse, von der Sonnwendgasse in Verlängerung der Raaber-Bahn-Gasse ostwärts zur Antonie-Alt-Gasse

Details zur Namensgebung Favoritner Verkehrsflächen finden sich hier.